# Wilke Dekker
Willem Jurriaan (Wilke) Dekker (17 februari 1954) is een Nederlands politicus van het CDA.
In 1990 werd hij gemeenteraadslid in Ede en hij heeft gewerkt bij het Ministerie van Landbouw, Natuurbeheer en Visserij voor hij in 1998 in Ede wethouder werd. Hij zou tot 2010 die functie behouden en daarna kwam hij weer terug in de gemeenteraad. Op 1 juni 2011 werd Dekker benoemd tot waarnemend burgemeester van Renswoude als opvolger van jhr. Hugo Schorer die met pensioen ging. Dekker werd door de gemeenteraad voorgedragen om daar burgemeester te worden en hij is met ingang van 17 januari 2012 benoemd. Opmerkelijk genoeg begon zijn voorganger Schorer ook als waarnemend burgemeester van Renswoude en werd hij later alsnog benoemd tot burgemeester van die gemeente.
Op 28 februari 2014 werd Dekker getroffen door een hersenbloeding. Omdat hij daarna niet in staat om zijn werkzaamheden uit te voeren werd per 10 maart 2014 Annelies van der Kolk benoemd tot waarnemend burgemeester. Hij zou niet meer terugkeren als burgemeester en nam in februari 2016 afscheid. Midden 2016 werd Petra Doornenbal door de gemeenteraad van Renswoude voorgedragen om daar burgemeester te worden.